# Syllepte dinawa
Syllepte dinawa là một loài bướm đêm trong họ Crambidae.